# Pedro José Leyva
Pedro José Leyva fue un sacerdote y político peruano. 
Fue miembro del Congreso General Constituyente de 1827 por la provincia de Tinta. Dicho congreso constituyente fue el que elaboró la segunda constitución política del país. Ello a pesar de que era conocido defensor del régimen colonial y enemigo de la república.